# 上方バスストップ
上方バスストップ（かみがたバスストップ）は、新潟県柏崎市上方の北陸自動車道上にある高速バス停留所。

## 停車する路線

新潟県・県内高速バス路線図

### 県外線
- 堺・なんば・京都 - 柏崎・長岡線（南海バス・越後交通）（堺行は乗車のみ、三条行は降車のみの扱い）
上越木田 - 上方BS - 柏崎駅

### 県内線
- 【ときライナー】Ｊ 上越線
柿崎BS - 上方BS - 柏崎BS
- 【ときライナー】Ｉ 糸魚川線
柿崎BS - 上方BS - 三条燕BS

## 隣
北陸自動車道
(34)米山IC/SA - 上方BS - (35)柏崎IC